# Who You Are (álbum)
Who You Are —en español: Quién eres— es el álbum debut de la cantante y compositora británica Jessie J. Oficialmente, su lanzamiento estaba programado para marzo de 2011, pero la alta demanda recibida la obligó a adelantar la fecha al 28 de febrero. Sin embargo, países como Irlanda, Suiza y Polonia pudieron obtenerlo tres días antes. Musicalmente, abarca géneros tales como el pop, el soul, el hip hop, el reggae, el R&B, entre otros. Sus letras tratan temas como la identidad propia y el seguir los sueños. Los sellos discográficos Lava y Island Records estuvieron encargados de su distribución mundial.
De acuerdo con Metacritic, obtuvo reseñas tanto positivas como negativas por parte de los críticos musicales, y acumuló un total de cincuenta y un puntos sobre 100 sobre la base de veintitrés revisiones que recibió. Por otro lado, contó con una buena recepción comercial, ya que alcanzó un puesto entre los diez principales éxitos semanales en el Reino Unido, Australia, Nueva Zelanda, Irlanda, Dinamarca y Canadá. Como parte de su promoción, la discográfica de la intérprete lanzó siete sencillos: «Do It Like a Dude», «Price Tag», «Nobody's Perfect», «Who's Laughing Now», «Domino», «Who You Are» y «LaserLight». Todos tuvieron un lugar entre los diez primeros del conteo UK Singles Chart, excepto el cuarto de estos, que solo logró la décima sexta posición. Esto convierte a Jessie en la primera cantante británica en tener seis sencillos de un mismo álbum dentro de los diez primeros en dicha lista.
Fue el debut más vendido del 2011. Desde su lanzamiento hasta abril de 2012, comercializó un estimado de 2,5 millones de copias en todo el mundo. Who You Are recibió el premio al mejor álbum en los MOBO Awards de 2011, categoría en donde competía contra 21 de Adele, No More Idols de Chase & Status, On a Mission de Katy B y Disc-Overy de Tinie Tempah. Hubo dos series de espectáculos destinados para la promoción del álbum, el Stand Up Tour, con el que la cantante dio cinco espectáculos, y el Heartbeat Tour, con el que dio quince.

## Antecedentes y lanzamiento

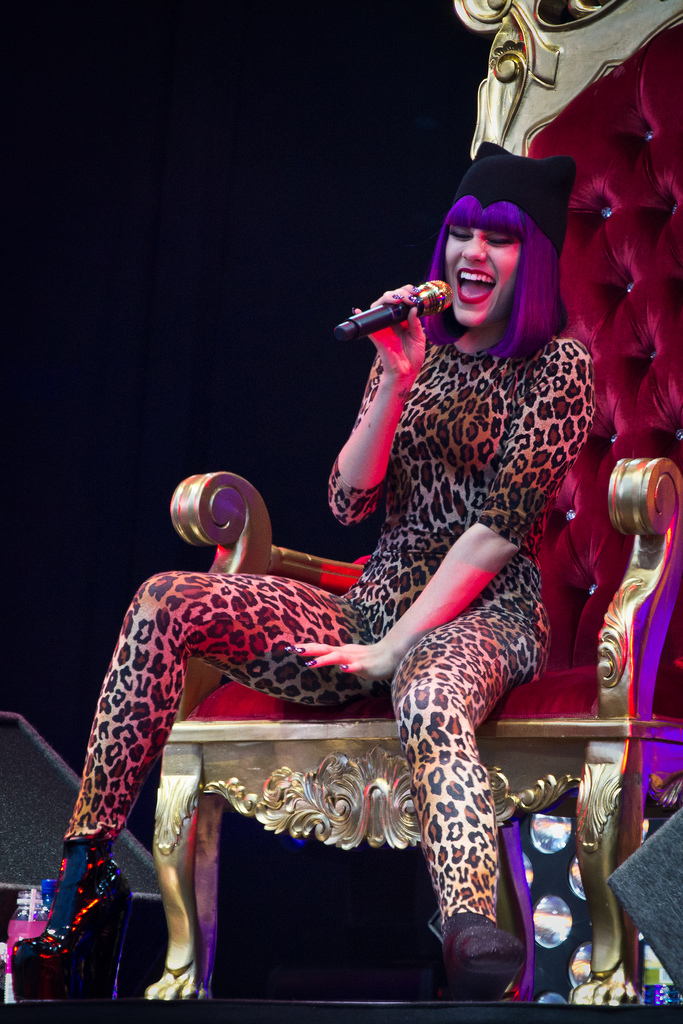
La cantante promocionando el álbum en agosto de 2011.

La cantante publicó en su Twitter que tardó seis años para desarrollar completamente el disco, el cual concluyó el 19 de enero de 2011. En una entrevista con The Independent, afirmó que «Who You Are» es una de las canciones de la que está más orgullosa. También dijo que en una ocasión recibió un mensaje de una chica diciéndole: «Yo no le veía objetivo a mi vida, así que ya estaba lista para darme por vencida y acabar con ella hasta que escuché "Who You Are"», la cantante se dijo a sí misma: «Esa presión es hermosa, pero da miedo al mismo tiempo». Luego, en una entrevista con el diario The Sun, dijo que:

«"Who You Are" salvó mi vida musicalmente. Un día antes de escribir la canción estaba lista para renunciar a la música. Es increíble cómo tres minutos y medio de la melodía y la letra pueden cambiar tu vida y estoy muy feliz de que no solo salvó mi vida sino que también haya salvado a otras personas. Es por eso que mi álbum debut se llama Who You Are».

El fotógrafo Lee Broomfield tomó la fotografía de la portada del disco, la cual muestra a Jessie con sus uñas, labios y cabello de color negro, mientras que sus ojos están delineados de azul. También diseñó el único texto que aparece en ella que es el nombre artístico de la intérprete escrito en dorado y Who You Are en pequeñas letras blancas. Por otro lado, la cantante adelantó el lanzamiento del álbum al 28 de febrero de 2011 debido a la alta demanda que recibió por parte de sus seguidores. Sin embargo, el 25 de febrero se publicó exclusivamente en Irlanda, Suiza, los Países Bajos, Austria, Polonia y la India, mientras que en los demás países estuvo disponible en la fecha planeada. Al respecto, comentó que: «¡Estoy celosa de todas las personas que tendrán mí álbum hoy! [...] Si hace sentir mejor a alguien, aún no he visto mi disco. Y yo soy la artista». En los Estados Unidos estuvo disponible desde el 12 de abril en iTunes y Amazon.com, mientras que su edición de lujo a partir del 12 de septiembre.

## Contenido musical
Musicalmente, Who You Are abarca géneros tales como el pop, el soul, el hip hop, el reggae, el R&B, entre otros. También trata temas como mantenerse fiel a la identidad de uno mismo y seguir sus propios sueños. El álbum presenta influencias de Rihanna, Katy Perry, Ellie Goulding y Pixie Lott.
Este inicia con «Price Tag», una canción que cuenta con la participación del rapero estadounidense B.o.B y que habla sobre el deseo de la cantante de hacer que el mundo baile sin pensar en el dinero. Se trata de una pista up tempo pop y hip hop con influencias del reggae cuya producción implementa guitarras provocativas y ritmos vintage. Fue compuesta por Jessie, B.o.B, Claude Kelly y Dr. Luke, este último también se encargó de producirla. La siguiente pista, «Nobody's Perfect», es una canción de género hip hop y pop con estilos R&B escrita por la propia intérprete y Claude Kelly, y producida por este último junto con Andre Brissett. Habla acerca de «la lucha contra los complejos de la perfección» y «el lamento por las indiscreciones del pasado», y según la intérprete «es una de las canciones más crudas y honestas de la existencia». «Abracadabra» es una canción pop de amor influenciada por el funk de los 70. Escrita por Dr. Luke, Jessie y Kelly y producida por el primero de estos, contiene líneas de teclados y un estribillo pegadizo que se complementa con armonías vocales y ritmos bailables.
 También presenta fuertes influencias de las artistas Katy Perry y Whitney Houston. Escrita por Jessie y producida por ella y Jean-Marie Horvat, la balada «Big White Room» es la cuarta pista del álbum y está influenciada por la música folk y el gospel. Fue la primera canción escrita por Jessie a la edad de 17 años y se grabó en vivo en Scala, Londres, con apenas una guitarra acústica de acompañamiento. En una entrevista con el diario The Independent, la cantante comentó las razones por las que compuso «Big White Room»: «cuando solo tenía 10 años, compartía cuarto de hospital con un niño que murió. Recuerda haberse despertado a media noche y ver al niño rezar, mientras que su madre le explicó que él tendría una operación al día siguiente». Y agregó:

«Murió al día siguiente así que le dije a mamá "le pedí a Dios que lo salvara". Estaba muy enojada y realmente me confundía. Siempre quise escribir una canción sobre la experiencia, pero sabía que tendría que ser en una época donde no fuera de mal gusto o depresiva y tuviera una ligereza al respecto».

«Casualty of Love» es la quinta canción de Who You Are y fue compuesta por la cantante, Farrah Fleurimond, Martin Kleveland y Natalie Walker, el penúltimo de estos también se encargó de producirla. Se trata de una balada R&B con una sensación pop, influenciada por el soul de los 70, y una letra que habla sobre fuerza interior. «Rainbow», por su parte, es un comentario social que compara el estilo de vida de la clase baja con el de un niño privilegiado en una zona pobre de la ciudad, que, por alguna razón sin sentido, concluye en que «todos somos iguales». La intérprete la compuso junto a Edwin Serrano, Kasia Livingston y Warren Felder, mientras que su producción estuvo a cargo de este último. Según Jessie, esta potente melodía hip hop habla sobre «aceptar a todos en todos los aspectos de la vida». La séptima pista, «Who's Laughing Now», está influenciada por el hip hop y el funk, siendo un tema pop y R&B. La canción describe cómo la intérprete solía ser acosada en la secundaria y cómo quienes «arrastraban su espíritu hacia abajo» quisieron relacionarse con ella luego de ser famosa. También es una burla a quienes dudaron de ella o criticaban su talento. Jessie la escribió junto a Talay Riley, The Invisible Man, Peter Ighile y Kyle Abrahams, con estos tres últimos como productores. «Do It Like a Dude» fue compuesta por Jessie junto con The Invisible Man y Parker & James, mientras que estos dos últimos la produjeron. La canción, originalmente escrita para Rihanna, abarca géneros musicales tales como el pop, el hip hop y el R&B. En una entrevista con Artistdirect, la intérprete aseguró que su concepto principal es «la igualdad» y «la confianza en sí mismo».
«Mamma Knows Best» presenta fuertes influencias de Pixie Lott y Christina Aguilera, así como de obras de Broadway. Durante el tema, Jessie luce una voz al estilo blues. Compuesta como una pista soul rock, sus escritores fueron Jessie y Ashton Thomas, mientras que Thomas y The Invisible Man la produjeron. «L.O.V.E.» es una pista minimalista escrita por la intérprete y coescrita y producida por Toby Gad. En una entrevista con el diario The Sun, la cantante la llamó «una canción de bodas» y además comentó que fue uno de los primeros temas de amor que escribió; «En realidad, la grabé y no quería que nadie nunca la oyera, porque "L.O.V.E." es superpersonal pero la canción seguía regresando a mí y entonces pensé "rayos, obviamente está hecha para ser escuchada"». El tema equilibra perfectamente lo tierno con lo agresivo y termina con la cantante repitiendo el título junto con un acompañamiento acústico. Compuesta por Jessie, John Benson y Karl Gordon, con una producción a cargo de Gordon y de The Invisible Man, «Stand Up» es la undécima pista de Who You Are. La canción es una ola masiva de pensamientos positivos que habla sobre «esforzarse para ser feliz y vivir para creer». En la pista reggae, Jessie canta sobre sentirse joven y vivir la vida como si cada día fuera el último.

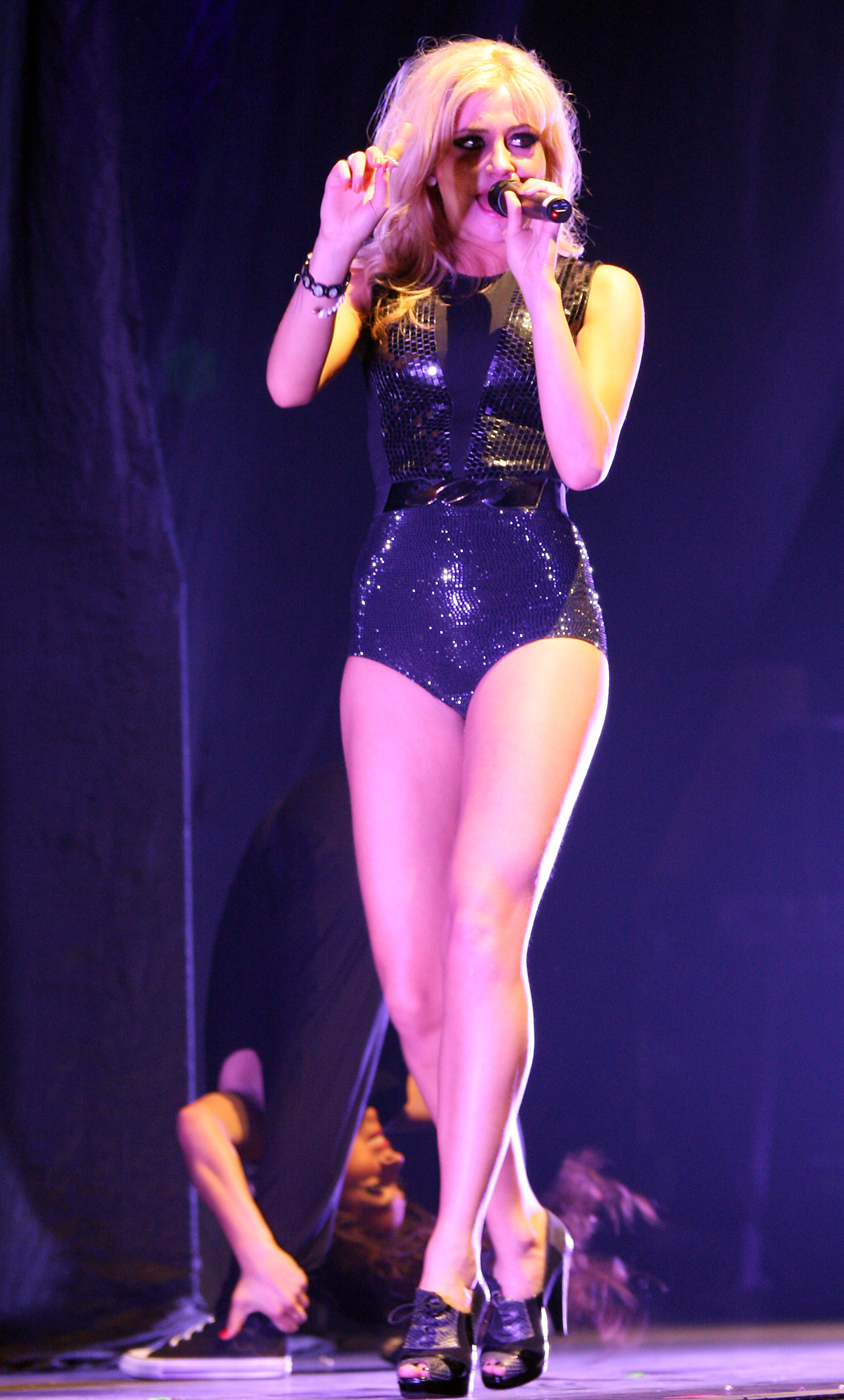
Pixie Lott también sirvió como inspiración para el disco.

El álbum también incluye una versión de «I Need This», una canción originalmente interpretada por Chris Brown e incluida en su tercer disco Graffiti, de 2009. Fue escrita por Jessie, Brown, Rob Allen y Warren Felder, y producida por este último. La balada R&B habla sobre tomarse un descanso de una relación para poder analizar la situación. También habla acerca de cómo Jessie necesitó que sus amigos y familiares la ayudaran a comprender que necesitaba espacio y crecer mientras su vida cambiaba. La edición estándar del disco cierra con «Who You Are», una canción compuesta por la cantante y Shelly Peiken con ayuda de Toby Gad, quien también la produjo. Jessie explicó en una entrevista que esta pista «salvó su vida musical» y que es la razón por la cual su álbum debut se llama así. La artista luce su capacidad vocal durante toda esta balada pop y neo soul con solo una guitarra acústica como acompañamiento. Habla básicamente sobre el auto empoderamiento, aceptarse y ser fiel a uno mismo, por lo que se destaca el verso «it's ok not to be ok» —en español: «Está bien no estar bien»—.
Por otro lado, su edición de lujo contiene tres pistas adicionales. La primera de ellas, «Domino», la compuso la cantante con ayuda de Max Martin, Henry Walter, Claude Kelly y Dr. Luke, este último también se encargó de producirla. Jessie explicó a MTV: «Luego de escuchar tanto a Whitney y a Prince, pensé en hacer a "Domino" de tal forma que se sintiera eterna y estimulante por quienes la escucharan». La canción dance pop presenta influencias principalmente del clásico musical «I Wanna Dance with Somebody (Who Loves Me)» de Whitney Houston y habla acerca de «caer como un dominó» y sobre «alguien que sacude su mundo». «My Shadow» es una oda romántica en la cual Jessie compara a su pareja con su sombra, la cual nunca la dejaría sola. Ella canta susurrando «I don’t see the need to cry, 'cuz you’ll never leave my life» —en español: «No veo la necesidad de llorar, ya que nunca dejarás mi vida»—. Los encargados de la composición del tema fueron Jessie, The Fives y The Invisible Man, mientras que estos dos últimos se encargaron de su producción. La tercera y última pista adicional del álbum es «LaserLight», una canción dance pop que cuenta con la participación especial del disc jockey francés David Guetta. Según Mattgotya de Itemvn es «optimista, con el mejor ritmo dance pop, en la que Jessie compara a un nuevo amor con las luces láser de las discotecas». Fue escrita por la intérprete, The Invisible Man, Guetta, Giorgio Tuinfort y Frederic Riesterer, mientras que su producción estuvo a cargo de estos tres últimos.

## Recepción

### Comentarios de la crítica

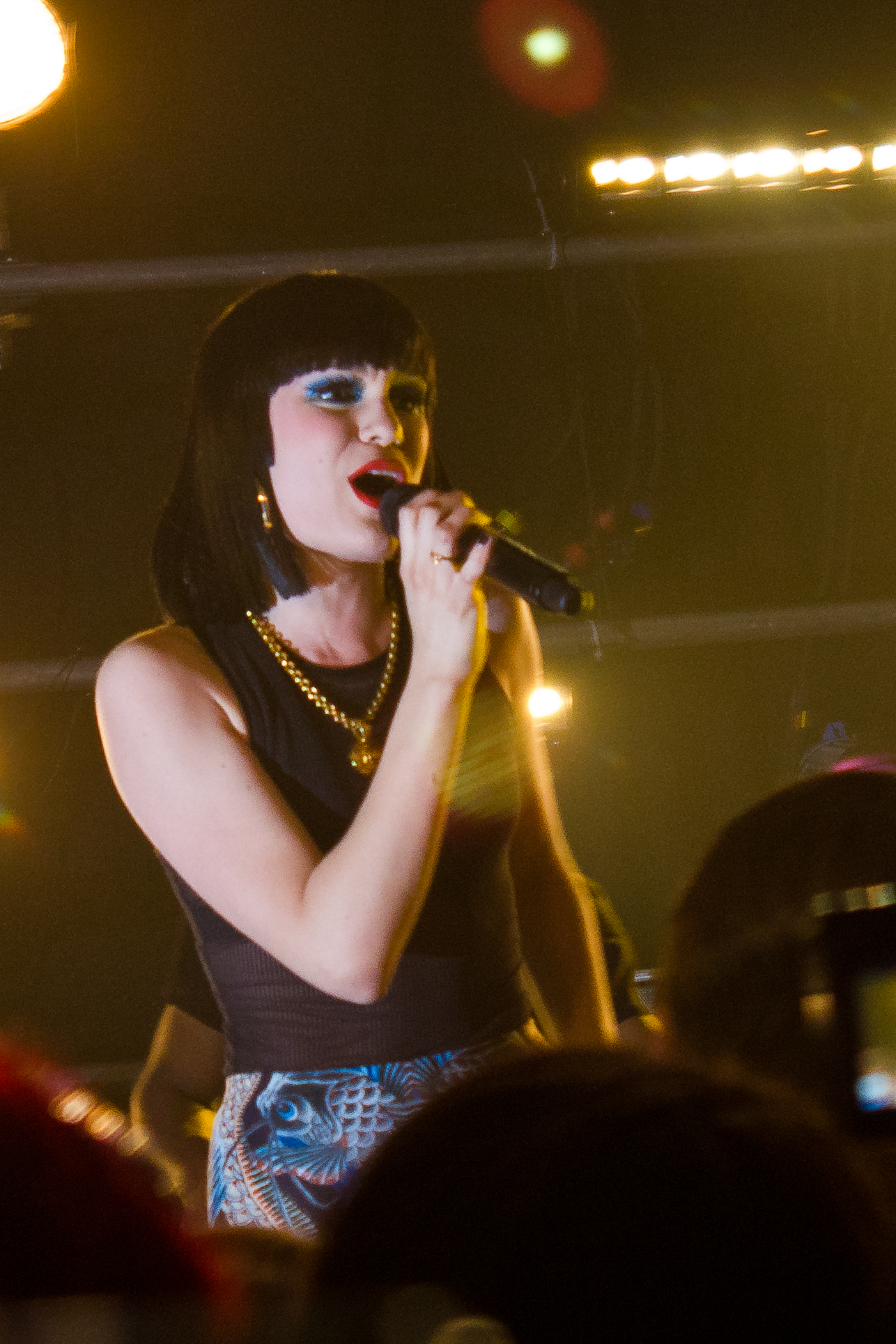
Jessie promoviendo el álbum en Nueva York, en abril de 2011.

De acuerdo con Metacritic, obtuvo reseñas tanto positivas como negativas por parte de los críticos musicales, y acumuló un total de cincuenta y un puntos sobre 100 sobre la base de 23 revisiones que recibió. Jon Dolan de la revista Rolling Stone le otorgó dos estrellas de cinco, mientras que sus lectores le otorgaron tres de cinco. Dolan criticó al disco al comentar que «suena como una colección de demos para otros cantantes». James Reed de The Boston Globe elogió la voz de Jessie y destacó a «Abracadabra» como su mejor canción. Adam Markovitz de Entertainment Weekly señaló que «en un futuro no muy lejano, Jessie J lanzará un brillante sencillo pop [...] Pero aquí hay un hecho: esa canción no se encuentra en su álbum debut». Sean Adams de Drowned in Sound lo calificó con un punto de diez y añadió que «se trata de un disco urban pop hecho para esfumarse en el ambiente de las salas de espera y cafeterías».
Johnny Dee de Virgin Media felicitó a algunas canciones como «Do It Like a Dude» y «Price Tag», pero vituperó el exceso vocal de la cantante en temas como «L.O.V.E.» y «Big White Room». Tras acabar su crítica, Dee concluyó en que «[de todas formas], Jessie seguirá siendo una de las mujeres más grandes y atractivas del Reino Unido durante décadas» y lo calificó con tres estrellas de cinco. Ailbhe Malone de NME le dio cinco puntos de diez y declaró que el perfil de la cantante «está altísimo», pero «parece estar luchando por hacer oír su voz». El periódico Daily Mirror publicó una reseña positiva acerca del disco, donde decía que es «mucho más impresionante de lo que se podría esperar». Por su parte, Stephen Thomas Erlewine del sitio Allmusic lo calificó con tres estrellas de cinco y añadió que:

«Jessie J sabe lo que se convierte en un éxito y lo que debe hacerse para que venda. El problema es que ella desea demasiado el éxito con Who You Are, así que es como si tirara todo por la ventana, en espera de que uno o dos de los hits lleguen a debutar en un par de formatos distintos».

Michael Langston Moore de Examiner.com calificó a Who You Are con cuatro estrellas de cinco y afirmó que «es un gran proyecto pop, pero definitivamente no es para todos». Ayodele Adepoju de Soul Culture dijo que «está lleno de algunas canciones bonitas que han sido bien elaboradas musicalmente y hermosamente escritas». Adepoju también señaló que «Who You Are» es una de sus pistas favoritas. Caroline Sullivan de The Guardian le otorgó tres estrellas de cinco y comentó que «[si se hubiera] despojado ese ritmo lento, esto habría sido un buen disco de pop». Eric Henderson de Slant Magazine realizó una crítica negativa hacia el álbum y la intérprete, donde le otorgó dos estrellas y media de cinco y dijo que: «En la búsqueda por encontrarse a sí misma, parece que ella se desvió». El periódico escocés The Scotsman publicó una reseña negativa del álbum donde decía que cubre todo el territorio comercial, gracias a la «genérica imitación de las divas estadounidenses de R&B Rihanna, Alicia Keys e incluso Mariah». Caryn Ganz de la revista Spin comentó que la voz de la cantante podría competir con la de Christina Aguilera. Mike Diver de BBC escribió una revisión negativa acerca del disco, donde comparó varias de sus canciones con cantantes como Kesha, Rihanna, Pixie Lott y Christina Aguilera.
Kaoru de Hipersónica escribió que: «Es una verdadera pena que un debut tan esperado, y fomentado por unos sencillos más que decentes como fueron "Price Tag", uno de los mejores cortes del disco, y la gamberra "Do It Like a Dude", se haya quedado en una colección de sensaciones ajenas, de estilos válidos pero que no desarrolla como propios y que termina logrando un efecto difuso». Max Feldman de PopMatters dijo que «no es muy interesante» y le dio cuatro puntos de diez. Jon Caramanica de The New York Times expresó que la intérprete podía cantar diferentes estilos, pero comparó algunos de los temas del álbum con cantantes como Janet Jackson, Katy Perry y Jennifer Holliday. Victoria Dillingham de musicOMH.com le dio dos estrellas de cinco y señaló que «en su primera propuesta, el único fallo certero de Jessie J parece ser su intento de querer ser todo para todos. Como resultado, el álbum no está a la altura de su título, por lo que al final uno se queda sin entender lo que se refiere a la identidad de Jessie J». Luis Felipe Castañeda, escritor del periódico mexicano Excélsior, alabó la capacidad de escritura de la cantante cuando se trata de proyectar sus experiencias en letras. Xandre del sitio Jenesaispop le otorgó 5,8 puntos de diez y destacó a «Price Tag», «Rainbow» y «Do It Like a Dude» como las mejores canciones. Comentó en su crítica que en general es decepcionante, pero que Jessie tiene los rasgos necesarios para triunfar. También lo comparó con Rihanna y Katy Perry, además de decir que «Stand Up» fácilmente pudo haber figurado en la banda sonora de la Copa Mundial de Fútbol de 2010.

### Recibimiento comercial

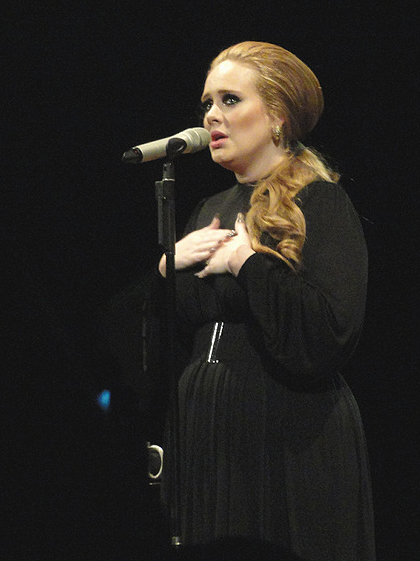
Solo 21 de Adele evitó que Who You Are debutara en la primera posición de la lista UK Albums Chart.

Who You Are contó con una buena recepción comercial. En el Reino Unido, debutó en la segunda posición del conteo UK Albums Chart con 105 000 copias vendidas en su primera semana, siendo superado únicamente por 21 de Adele, que vendió 180 000 copias. Para fin de año, se convirtió en el octavo disco más exitoso de ese año en el país. Además recibió cuatro discos de platino por parte de la BPI. En Irlanda, debutó en la cuarta posición del Irish Albums Chart en la semana del 3 de marzo de 2011 y recibió dos discos de platino por parte de la IRMA. En Australia y Nueva Zelanda alcanzó el cuarto puesto de las listas Australian Albums Chart y New Zealand Albums Chart. Asimismo, recibió un disco de platino por parte de la ARIA y la RIANZ. Por otro lado, en los Estados Unidos debutó en la undécima posición del Billboard 200 con 34 000 copias digitales vendidas en su primera semana, esas mismas ventas permitieron que se ubicara en la sexta del conteo Digital Albums. En Canadá llegó al sexto puesto del Canadian Albums en la semana del 30 de abril de 2011. En Dinamarca debutó en la trigésima posición de la lista Danish Albums Chart y tardó dos semanas en alcanzar la número cinco, su más alta allí.
En Alemania alcanzó la posición número dieciocho, mientras que en Suiza la veintinueve. Por su parte, en Bélgica llegó a la veintiséis y a la treinta y ocho en la Región Valona y en la Región Flamenca, respectivamente. También entró a las listas de Francia y Austria, donde se ubicó en las posiciones número quince y veintidós. En los Países Bajos y Polonia tuvo una recepción menor a la de los demás países, en el primero de estos se posicionó en el número cuarenta y uno del Dutch Albums Top 100, y en el segundo se ubicó en el cincuenta y uno del Polish Albums Chart. Con todo, Who You Are vendió alrededor de 1,2 millones de copias, lo que lo convirtió en el disco debut más exitoso del 2011. Desde su lanzamiento, el álbum ha vendido un estimado de 2,5 millones de copias en todo el mundo, de las cuales, cerca de un millón de unidades se han comercializado solamente en el Reino Unido. A finales del 2012, volvió a ser uno de los discos más vendidos del año en el Reino Unido, al ubicarse en el número quince de su lista de fin de año, con un total de 370 mil ejemplares vendidos.

## Promoción

### Sencillos
Para la promoción de Who You Are se lanzaron siete sencillos, cinco pertenecientes a la edición estándar y dos a la edición de lujo. Lava Records lanzó «Do It Like a Dude» como el primer sencillo del disco el 18 de noviembre de 2010 mediante un EP publicado en iTunes. La canción llegó al número dos en la lista UK Singles Chart y recibió un disco de platino por parte de la BPI. Asimismo, recibió buenos comentarios por parte de los críticos musicales, quienes elogiaron su estribillo y lo calificaron como «feroz» e «increíble». «Price Tag» es el segundo sencillo del disco, y cuenta con la colaboración del rapero estadounidense B.o.B, también estuvo disponible mediante un EP publicado en iTunes el 28 de enero de 2011. El tema debutó directamente en el primer puesto de la lista UK Singles Chart y recibió una nominación a los Brit Awards de 2012 como mejor sencillo británico, pero perdió ante «What Makes You Beautiful» de One Direction. Por su parte, el crítico James Wells de AOL Radio elogió la canción y dijo que es «menos agresiva y más centrada en lo positivo».
El próximo, «Nobody's Perfect», a diferencia de los dos anteriores, se lanzó en las radios del Reino Unido el 20 de abril de 2011. Este alcanzó la novena posición en las listas de Australia, Escocia y el Reino Unido, y recibió dos discos de platino por parte de la ARIA. El siguiente, «Who's Laughing Now», se puso a la venta el 26 de agosto de 2012. Tras esto, la canción se convertiría en la menos exitosa de Who You Are, ya que es la única que no alcanzó el top 10 en el conteo UK Singles Chart. Por otro lado, recibió buenos comentarios por parte de algunos críticos, quienes dijeron que es «una brillante canción de venganza para los matones de los patios de recreo» y una «versión actualizada de "Beautiful"».

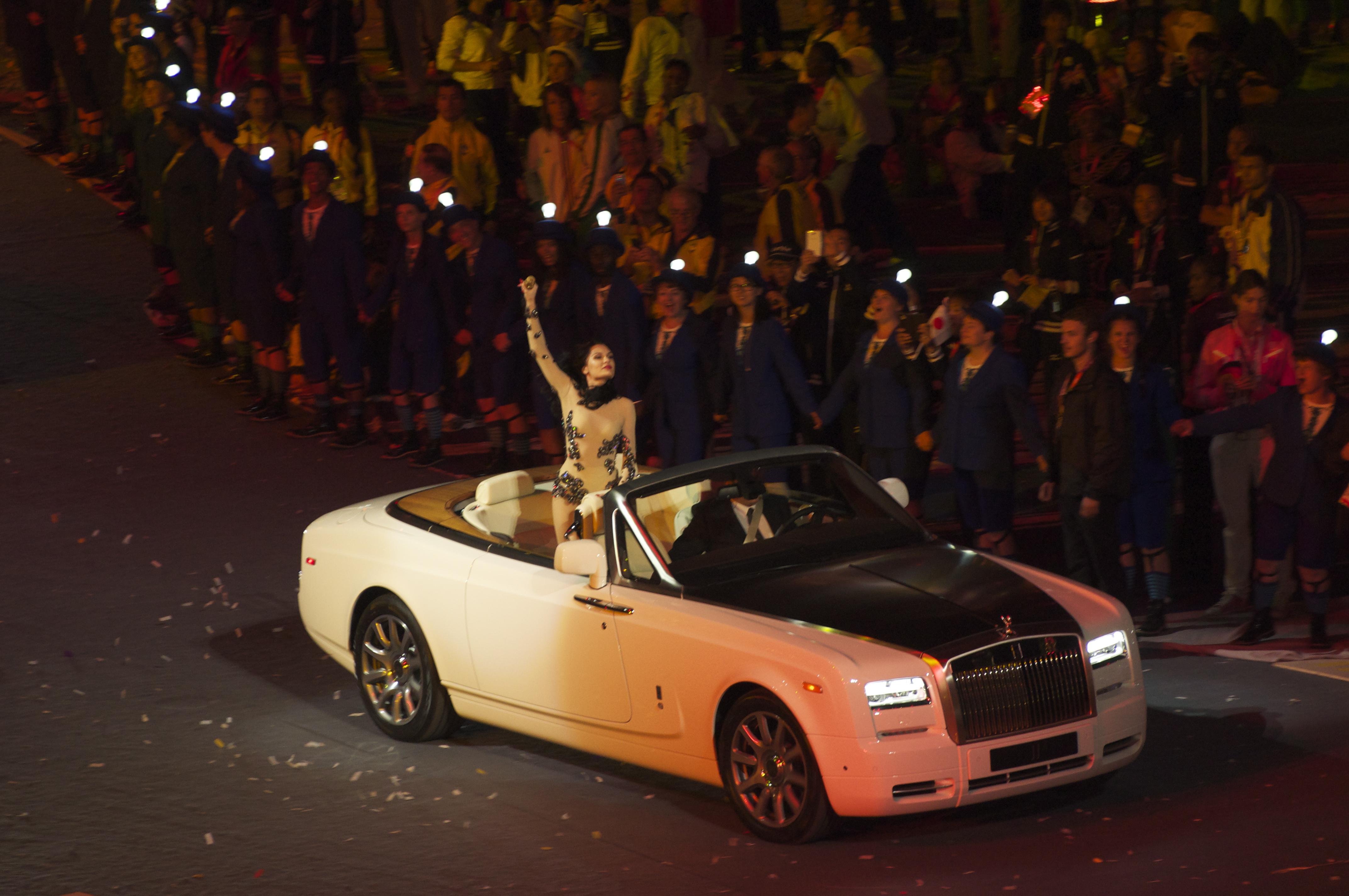
Jessie J en agosto cantando en el cierre
de los Juegos Olímpicos de Londres 2012.

El 29 de agosto de 2011, en medio de la promoción del álbum, Lava Records lanzó otro sencillo perteneciente a su edición de lujo, llamado «Domino», que obtuvo buena recepción en Australia, Nueva Zelanda y los Estados Unidos, en este último es su primera canción en entrar a los diez primeros lugares del Billboard Hot 100, mientras que en el Reino Unido se convirtió en su segundo número uno. El penúltimo, «Who You Are», también estuvo disponible mediante un EP publicado en iTunes el 11 de noviembre de 2011. Alcanzó el octavo puesto en la lista UK Singles Chart y la BPI le otorgó un disco de plata por vender más de 200 000 copias en el país.
Finalmente, el 7 de mayo de 2012 la cantante lanzó el último sencillo de Who You Are, «LaserLight», una colaboración con el disc jockey francés David Guetta. El tema obtuvo comentarios tanto buenos como malos. Tyrell Music de Homorazzi comentó que solo es «un esfuerzo medio» por parte de Jessie y Guetta, mientras que Jermy Leeuwis de Music Remedy la calificó con dos estrellas y media y admitió que «es muy bonita». Por otro lado, alcanzó la quinta posición del UK Singles Chart, lo que convirtió a Jessie en la primera y hasta ahora única cantante británica en la historia en tener seis sencillos top 10 de un mismo álbum en el conteo. Artistas internacionales como Lady Gaga y Katy Perry también poseen el mismo récord. La primera lo logró con su disco The Fame (2008) y la segunda con Teenage Dream (2010). Con todo, la intérprete vendió un total de once millones de copias de sus sencillos en todo el mundo en 2011.

### Giras
La cantante realizó dos giras musicales para promocionar el álbum. La primera llamada Stand Up Tour en la que solo se presentó en el Reino Unido, inició el 31 de marzo en la ciudad de Glasgow, Escocia, y finalizó el 5 de abril de 2011 en Londres; durante las presentaciones, la artista Encore fue la telonera. Su segunda gira, Heartbeat Tour, inició el 17 de octubre de 2011 en Birmingham, Inglaterra, y finalizó el 9 de abril de 2012 en Los Ángeles, logrando un total de quince presentaciones en las que visitó distintos lugares de Europa, Oceanía y Asia. También estuvo en Brasil, siendo esta su única presentación en Sudamérica. Los teloneros del Heartbeat Tour fueron el rapero Devlin, quien participó en los conciertos que la cantante realizó en Europa, la banda Blush estuvo a cargo de abrir los conciertos en Malasia, Indonesia y Singapur.

## Lista de canciones
- Edición estándar

| Who You Are |                         |                                                                                    |          |  |
| N.º         | Título                  | Escritor(es)                                                                       | Duración |  |
| 1.          | «Price Tag» (con B.o.B) | Jessica Cornish, Lukasz Gottwald, Bobby Ray Simmons Jr. y Claude Kelly             | 3:42     |  |
| 2.          | «Nobody's Perfect»      | Jessica Cornish y Claude Kelly                                                     | 4:19     |  |
| 3.          | «Abracadabra»           | Jessica Cornish, Lukasz Gottwald y Claude Kelly                                    | 3:50     |  |
| 4.          | «Big White Room»        | Jessica Cornish                                                                    | 5:30     |  |
| 5.          | «Casualty of Love»      | Jessica Cornish, Farrah "Fendi" Fleurimond, Martin Kleveland y Natalie Walker      | 3:54     |  |
| 6.          | «Rainbow»               | Jessica Cornish, Warren "Oak" Felder, Kasia Livingston y Edwin "Lil Eddie" Serrano | 3:05     |  |
| 7.          | «Who's Laughing Now»    | Jessica Cornish, Parker & James, The Invisible Man y Talay Riley                   | 3:54     |  |
| 8.          | «Do It Like a Dude»     | Jessica Cornish, Parker & James y The Invisible Man                                | 3:15     |  |
| 9.          | «Mamma Knows Best»      | Jessica Cornish y Ashton Thomas                                                    | 3:15     |  |
| 10.         | «L.O.V.E.»              | Jessica Cornish y Toby Gad                                                         | 3:52     |  |
| 11.         | «Stand Up»              | John Benson, Jessica Cornish y Karl Gordon                                         | 3:27     |  |
| 12.         | «I Need This»           | Rob Allen, Chris Brown, Jessica Cornish y Warren "Oak" Felder                      | 4:20     |  |
| 13.         | «Who You Are»           | Jessica Cornish, Toby Gad y Shelly Peiken                                          | 3:50     |  |
| 50:13       |                         |                                                                                    |          |  |

- Edición de lujo

| Who You Are — Edición de lujo |                                 |                                                                           |          |  |
| N.º                           | Título                          | Escritor(es)                                                              | Duración |  |
| 14.                           | «Domino»                        | Jessica Cornish, Lukasz Gottwald, Claude Kelly, Max Martin y Henry Walter | 3:51     |  |
| 15.                           | «My Shadow»                     | Jessica Cornish y The Invisible Man                                       | 3:29     |  |
| 16.                           | «LaserLight» (con David Guetta) | Jessica Cornish, David Guetta y The Invisible Man                         | 3:31     |  |
| 60:24                         |                                 |                                                                           |          |  |

## Posicionamiento en listas

### Semanales
| Alemania          | German Albums Chart      | 18 |
| Australia         | Australian Albums Chart  | 4  |
| Austria           | Austrian Albums Chart    | 22 |
| Bélgica (Flandes) | Ultratop 50              | 38 |
| Bélgica (Valonia) | Ultratop 40              | 26 |
| Canadá            | Canadian Albums          | 6  |
| Dinamarca         | Danish Albums Chart      | 5  |
| Estados Unidos    | Billboard 200            | 11 |
| Estados Unidos    | Digital Albums           | 6  |
| Francia           | French Albums Chart      | 15 |
| Irlanda           | Irish Albums Chart       | 4  |
| Nueva Zelanda     | New Zealand Albums Chart | 4  |
| Países Bajos      | Dutch Albums Top 100     | 41 |
| Polonia           | Polish Albums Chart      | 51 |
| Reino Unido       | UK Albums Chart          | 2  |
| Suiza             | Swiss Albums Chart       | 29 |

### Certificaciones
| País           | Organismo certificador | Certificación | Ventas certificadas | Ref.    |
| -------------- | ---------------------- | ------------- | ------------------- | ------- |
| Australia      | ARIA                   | Platino       | 70 000              | [ 81 ]  |
| Estados Unidos | RIAA                   | Platino       | 1 000               | [ 121 ] |
| Irlanda        | IRMA                   | 2× Platino    | 30 000              | [ 80 ]  |
| Nueva Zelanda  | RIANZ                  | Platino       | 15 000              | [ 82 ]  |
| Reino Unido    | BPI                    | 4× Platino    | 1 200 000           | [ 78 ]  |
| Singapur       | RIAS                   | Oro           | 5000                | [ 122 ] |
| Unión Europea  | IFPI                   | Platino       | 1 000               | [ 123 ] |

### Anuales
| País          | Lista                    | Posición |      |      |      |      |      |
| 2011          | 2011                     | 2011     | 2011 | 2011 | 2011 | 2011 | 2011 |
| ------------- | ------------------------ | -------- | ---- | ---- | ---- | ---- | ---- |
| Australia     | Australian Albums Chart  | 25       |      |      |      |      |      |
| Nueva Zelanda | New Zealand Albums Chart | 10       |      |      |      |      |      |
| Reino Unido   | UK Albums Chart          | 8        |      |      |      |      |      |
| Suiza         | Swiss Albums Chart       | 99       |      |      |      |      |      |
| 2012          |                          |          |      |      |      |      |      |
| Reino Unido   | UK Albums Chart          | 16       |      |      |      |      |      |

## Premios y nominaciones
Who You Are recibió distintas nominaciones en algunas ceremonias de premiación. A continuación, una pequeña lista con las candidaturas que obtuvo el álbum:
| Año  | Ceremonia de premiación   | Premio      | Resultado | Ref.            |
| ---- | ------------------------- | ----------- | --------- | --------------- |
| 2011 | BBC Radio 1 Teen Awards   | Mejor álbum | Nominado  | [ 128 ]         |
| 2011 | MOBO Awards               | Mejor álbum | Ganador   | [ 13 ]          |
| 2011 | Urban Music Awards        | Mejor álbum | Nominado  | [ 129 ] [ 130 ] |
| 2011 | Virgin Media Music Awards | Mejor álbum | Nominado  | [ 131 ]         |

## Créditos y personal
| - Jessie J: Voz principal y composición. - Kyle Abrahams: Teclado y programación. - Richard Adlam: Batería y teclado. - Rob Allen: Composición. - Apollo Strings: Instrumento de cuerda frotada. - George Astasio: Programación. - Darcus Beese: A&R. - John Benson: Composición y guitarra. - B.o.B: Voz (en «Price Tag»). - Andre Brissett: Producción. - Tanisha Broadwater: Producción. - Lee Broomfield: Fotografía. - Chris Brown: Composición. - Ben Chang: Ingeniería. - Butch Coleman: Bajo y guitarra. - Tom Coyne: Masterización. - Megan Dennis: Producción. - Dr. Luke: Batería, teclado, producción y programación. - Warren "Oak" Felder: Composición. - Farrah "Fendi" Fleurimond: Composición. - Jason Flom: Productor ejecutivo. - Toby Gad: Composición, ingeniería, mezcla y producción. - Serban Ghenea: Mezcla. - Wendy Goldstein: A&R. - Karl Gordon: Composición, batería y programación. - Karl "K Gee" Gordon: Producción. - Aniela Gottwald: Ingeniería. - Tatiana Gottwald: Asistencia. - John Hanes: Mezcla. - Sam Holland: Ingeniería. - Jean-Marie Horvat: Mezcla y programación. - Peter Ighile: Guitarra, teclado y programación. | - The Invisible Man: Composición, ingeniería, producción y producción vocal. - Justin Broad: Teclado, mezcla y programación. - Martin K.: Ingeniería, instrumentación, producción y programación. - Claude Kelly: Composición y producción. - Martin Kleveland: Composición. - Kasia Livingston: Composición. - Ben Martínez: Guitarra y producción. - Donnie Meadows: Producción. - Jon Moon: Ingeniería. - Francis Murray: Ingeniería. - Steve Octave: Bajo y guitarra. - Chris "Tek" O'Ryan: Ingeniería. - Parker & James: Composición y producción. - Jason Pebworth: Teclado. - Shelly Peiken: Composición. - Harinder Rana: A&R. - Zachariah Redding: Mezcla. - Irene Richter: Producción. - Talay Riley: Composición. - Hal Ritson: Guitarra y saxofón. - Tim Roberts: Mezcla. - Edwin "Lil Eddie" Serrano: Composición. - Jon Shave: Teclado y programación. - Jim Sitterly: Instrumento de cuerda. - Sarah Stennett: A&R. - Ashton Thomas: Bajo, composición, ingeniería, teclado, mezcla, percusión, producción, programación y producción vocal. - Clementine Vale: Instrumento de cuerda. - Natalie Walker: Composición. - Neil Walters: Fliscorno y trompeta. - Emily Wright: Ingeniería. |

Nota: Créditos adaptados a la versión estándar del disco.